# Tarlisko

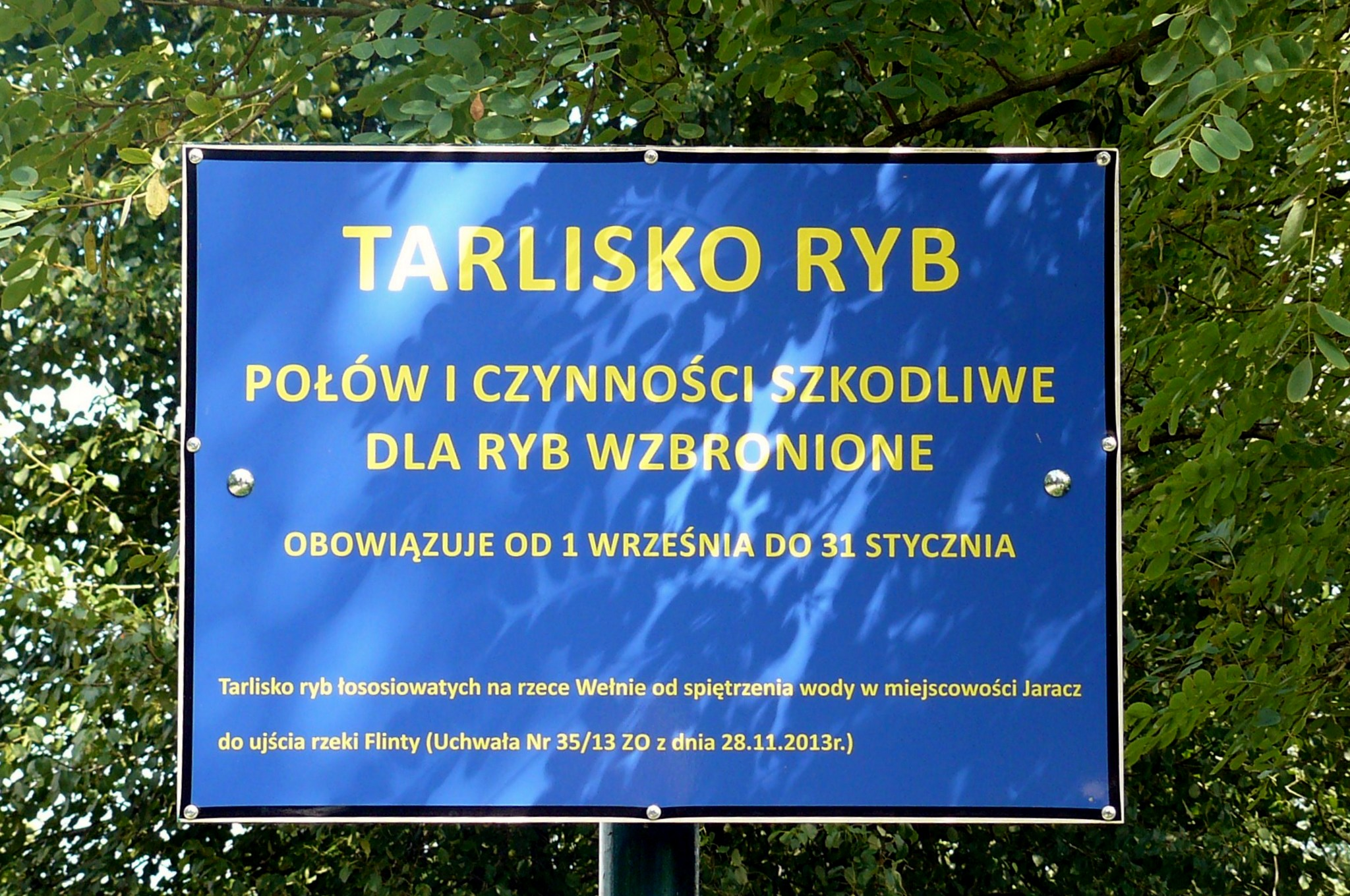
Tarlisko w Rożnowie Młynie

Tarlisko – miejsce naturalnego tarła ryb. Odpowiednim tarliskiem np. dla ryb łososiowatych są rwące strumienie o żwirowatym dnie, dla ryb karpiowatych i szczupaka zarośnięte wody przybrzeżne rzek i jezior oraz zalane łąki, dla węgorza – toń wodna.
W ośrodkach hodowlanych rolę tarliska pełni płytki (do 50 cm) staw z zarośniętym trawą dnem, zapewniający właściwe warunki rozwoju ikry, wyposażony w urządzenia regulujące przepływ wody. W obrębie tarliska obowiązuje zawsze całkowity zakaz połowu ryb.